# Pseudosynaleurodicus nigrimarginatus
Pseudosynaleurodicus nigrimarginatus is een halfvleugelig insect uit de familie witte vliegen (Aleyrodidae), onderfamilie Aleurodicinae.
De wetenschappelijke naam van deze soort is voor het eerst geldig gepubliceerd door Gillespie in 2006.